# Перес, Блас
Блас Анто́нио Миге́ль Пе́рес Орте́га (исп. Blas Antonio Miguel Pérez Ortega; род. 13 марта 1981, Панама, Панама) — панамский футболист, нападающий. Выступал за сборную Панамы. Участник чемпионата мира 2018 года.

## Клубная карьера
Перес начал карьеру в клубе «Панама Вьехо». В 1998 году он дебютировал за основной состав, за команду забил 27 голов в 56 матчах. Сезон 2001/2002 провел в «Арабе Унидо». В 2002 году немного играл за уругвайский «Насьональ», после чего уехал в Колумбию, где за пять лет играл за «Энвигадо», «Сентаурос Вильявисенсио», «Депортиво Кали» и «Кукута Депортиво» в каждом клубе показывая впечатляющую результативность. В 2004 году выиграл гонку бомбардиров второго дивизиона первенства Колумбии, забив 29 мячей, будучи футболистом «Сентаурос». В 2006 году в составе «Кукуты» выиграл чемпионат Колумбии. В следующем году дебютировал в Кубке Либератадорес, в котором забил 8 мячей и занял второе место вреди бомбардиров турнира.
29 мая 2007 года испанский «Эркулес» приобрел 50 % прав на футболиста, подписав контракт на 4 года. Сумма трансфера составила 2,7 млн долларов. Перес провел в Испании один сезон, забив 4 гола в 16 встречах.
18 января 2008 года Перес подписал контракт с мексиканским «УАНЛ Тигрес». В команде провел один сезон, после чего до конца контракта ездил по арендам. 19 января 2009 года в поединке против бывшей команды «УАНЛ Тигрес» дебютировал за «Пачуку». В этом же матче забил свой первый гол, поучаствовав в разгроме «тигров». Он забивал в каждом втором матче за «Пачуку», но уступил первенство бомбардиров Мигелю Саба.
После удачного выступления на Золотом кубке КОНКАКАФ 2009, Перес уехал в аренду в «Аль-Васл» из Дубая. В Эмиратах пробыл полсезона, после чего вернулся в Мексику, где выступал за «Сан-Луис», «Леон» и «Индиос».
В 2012 году Перес подписал контракт в клубом «Даллас» из MLS. 11 марта в матче против «Нью-Йорк Ред Буллз» дебютировал за новую команду. 18 марта в поединке против «Портленд Тимберс» забил свой первый мяч.
В начале 2016 года был обменян в канадский «Ванкувер Уайткэпс» на Мауро Росалеса. 6 марта в матче против «Монреаль Импакт» дебютировал за новый клуб, заменив во втором тайме Кианца Фроуза. 12 мая в поединке против «Чикаго Файр» Перес сделал дубль, забив свои первые голы за клуб. По окончании сезона 2016 контракт Переса с «Уайткэпс» истёк.
В начале февраля 2017 года Перес вернулся на родину, в свой прежний клуб «Арабе Унидо», за который выступал 15 лет назад. В том же феврале 2017 года перешёл в боливийский «Блуминг». 19 февраля в матче против «Хорхе Вильстерманн» дебютировал в чемпионате Боливии. 16 марта в поединке против «Сан-Хосе» забил свой первый гол за «Блуминг».
26 июня 2017 года клуб чемпионата Гватемалы «Мунисипаль» объявил о переходе Переса. 30 июля в матче против «Шелаху» он дебютировал в чемпионате Гватемалы. 6 августа в поединке против «Депортиво Санарате» забил свой первый гол за «Мунисипаль».

## Карьера в сборной
В сборной Панамы Перес дебютировал в 2001 году в матче против сборной Гватемалы. 6 сентября того же года в матче против Гватемалы забил свой дебютный гол за национальную команду. В 2007 году в составе сборной поехал на Золотой кубок КОНКАКАФ в США. На турнире сыграл в матчах против сборных Гондураса, Кубы, Мексики и США. В поединках против гондурасцев, американцев и кубинцев забил три гола.
В 2009 году он во второй раз принял участие в розыгрыше Золотого кубка КОНКАКАФ. Сыграл в поединках против команд Никарагуа, Гваделупы, Мексики и США. Как и два года назад, забил три мяча, поразив ворота США, Мексики и Никарагуа.
В 2011 году в третий раз поехал на розыгрыш Золотого кубка КОНКАКАФ, где принял участие в поединках против команд Гваделупы, США, Канады и Сальвадора. В матче против гваделупцев забил гол.
В 2013 году помог сборной выйти в финал Золотого кубка КОНКАКАФ. На турнире сыграл в матчах против сборных Мексики, Мартиники, Канады, США и Кубы.
В 2015 году Перес стал бронзовым призёром Золотого кубка КОНКАКАФ. Сыграл в матчах против сборных Гаити, Гондураса, Тринидада и Тобаго и США. В поединке против американцев забил гол.
В 2016 году Перес попал в заявку сборной на участие в Кубке Америки в США. Сыграл в матчах против команд Боливии и Аргентины. В поединке против боливийцев сделал «дубль».
В 2018 году Перес принял участие в чемпионате мира в России. На турнире он сыграл в матчах против команд Бельгии и Англии.

## Голы за сборную Панамы
| №  | Дата             | Место                                               | Соперник         | Гол | Результат | Соревнование                      |
| -- | ---------------- | --------------------------------------------------- | ---------------- | --- | --------- | --------------------------------- |
| 1  | 24 апреля 2001   | Роммель Фернандес, Панама, Панама                   | Республика Гаити | 1-0 | 2-0       | Товарищеский матч                 |
| 2  | 6 сентября 2006  | Матео Флорес, Гватемала, Гватемала                  | Гватемала        | 2-0 | 2-1       | Товарищеский матч                 |
| 3  | 8 июня 2007      | Джайентс Стэдиум, Ист-Ратерфорд, США                | Гондурас         | 2-1 | 3-2       | Золотой кубок КОНКАКАФ 2007       |
| 4  | 10 июня 2007     | Джайентс Стэдиум, Ист-Ратерфорд, США                | Куба             | 2-1 | 2-2       | Золотой кубок КОНКАКАФ 2007       |
| 5  | 16 июня 2007     | Джиллетт Стэдиум, Фоксборо, США                     | США              | 1-2 | 1-2       | Золотой кубок КОНКАКАФ 2007       |
| 6  | 31 марта 2009    | Агустин Санчес, Ла-Чоррера, Панама                  | Республика Гаити | 2-0 | 4-0       | Товарищеский матч                 |
| 7  | 31 марта 2009    | Агустин Санчес, Ла-Чоррера, Панама                  | Республика Гаити | 3-0 | 4-0       | Товарищеский матч                 |
| 8  | 31 марта 2009    | Агустин Санчес, Ла-Чоррера, Панама                  | Республика Гаити | 4-0 | 4-0       | Товарищеский матч                 |
| 9  | 7 июня 2009      | Индепенденс Парк, Кингстон, Ямайка                  | Ямайка           | 1-0 | 2-3       | Товарищеский матч                 |
| 10 | 9 июля 2009      | Эн-ар-джи Стэдиум, Хьюстон, США                     | Мексика          | 1-1 | 1-1       | Золотой кубок КОНКАКАФ 2009       |
| 11 | 12 июля 2009     | Юниверсити оф Финикс Стэдиум, Глендейл, США         | Никарагуа        | 1-0 | 4-0       | Золотой кубок КОНКАКАФ 2009       |
| 12 | 18 июля 2009     | Линкольн Файненшел Филд, Филадельфия, США           | США              | 1-0 | 1-2       | Золотой кубок КОНКАКАФ 2009       |
| 13 | 3 марта 2010     | Хосе Паченчо Ромеро, Маракайбо, Венесуэла           | Венесуэла        | 2-0 | 2-1       | Товарищеский матч                 |
| 14 | 11 августа 2010  | Роммель Фернандес, Панама, Панама                   | Венесуэла        | 2-1 | 3-1       | Товарищеский матч                 |
| 15 | 8 октября 2010   | Роммель Фернандес, Панама, Панама                   | Сальвадор        | 1-0 | 1-0       | Товарищеский матч                 |
| 16 | 21 января 2011   | Роммель Фернандес, Панама, Панама                   | Коста-Рика       | 1-1 | 1-1       | Центральноамериканский кубок 2011 |
| 17 | 7 июня 2011      | Форд Филд, Детройт, США                             | Гваделупа        | 1-0 | 3-2       | Золотой кубок КОНКАКАФ 2011       |
| 18 | 6 сентября 2011  | Национальный футбольный стадион, Манагуа, Никарагуа | Никарагуа        | 2-1 | 2-1       | ЧМ-2014 (отбор)                   |
| 19 | 7 октября 2011   | Уиндзор Парк, Розо, Доминика                        | Доминика         | 3-0 | 5-0       | ЧМ-2014 (отбор)                   |
| 20 | 11 Октября 2011  | Роммель Фернандес, Панама, Панама                   | Никарагуа        | 1-0 | 5-1       | ЧМ-2014 (отбор)                   |
| 21 | 11 Октября 2011  | Роммель Фернандес, Панама, Панама                   | Никарагуа        | 2-0 | 5-1       | ЧМ-2014 (отбор)                   |
| 22 | 11 Октября 2011  | Роммель Фернандес, Панама, Панама                   | Никарагуа        | 5-0 | 5-1       | ЧМ-2014 (отбор)                   |
| 23 | 11 ноября 2011   | Роммель Фернандес, Панама, Панама                   | Коста-Рика       | 1-0 | 2-0       | Товарищеский матч                 |
| 24 | 15 ноября 2011   | Роммель Фернандес, Панама, Панама                   | Доминика         | 3-0 | 3-0       | ЧМ-2014 (отбор)                   |
| 25 | 1 июня 2012      | Роммель Фернандес, Панама, Панама                   | Ямайка           | 1-0 | 2-1       | ЧМ-2014 (отбор)                   |
| 26 | 8 июня 2012      | Олимпико Метрополитано, Сан-Педро-Сула, Гондурас    | Гондурас         | 1-0 | 2-0       | ЧМ-2014 (отбор)                   |
| 27 | 8 июня 2012      | Олимпико Метрополитано, Сан-Педро-Сула, Гондурас    | Гондурас         | 2-0 | 2-0       | ЧМ-2014 (отбор)                   |
| 28 | 11 сентября 2012 | Роммель Фернандес, Панама, Панама                   | Канада           | 2-0 | 2-0       | ЧМ-2014 (отбор)                   |
| 29 | 13 января 2013   | Роммель Фернандес, Панама, Панама                   | Гватемала        | 2-0 | 2-0       | Товарищеский матч                 |
| 30 | 25 января 2013   | Национальный стадион, Сан-Хосе, Коста-Рика          | Гватемала        | 1-0 | 3-1       | Центральноамериканский кубок 2013 |
| 31 | 26 марта 2013    | Роммель Фернандес, Панама, Панама                   | Гондурас         | 2-0 | 2-0       | ЧМ-2014 (отбор)                   |
| 32 | 20 июля 2013     | Джорджия Доум, Атланта, США                         | Куба             | 4-1 | 6-1       | Золотой кубок КОНКАКАФ 2013       |
| 33 | 20 июля 2013     | Джорджия Доум, Атланта, США                         | Куба             | 6-1 | 6-1       | Золотой кубок КОНКАКАФ 2013       |
| 34 | 24 июля 2013     | Эй-ти-энд-ти Стэдиум, Арлингтон, США                | Мексика          | 1-0 | 2-1       | Золотой кубок КОНКАКАФ 2013       |
| 35 | 7 сентября 2014  | Коттон Боул, Даллас, США                            | Коста-Рика       | 1-0 | 2-2       | Центральноамериканский кубок 2014 |
| 36 | 10 сентября 2014 | Би-би-ви-эй Компасс Стэдиум, Хьюстон, США           | Никарагуа        | 1-0 | 2-0       | Центральноамериканский кубок 2014 |
| 37 | 31 марта 2015    | Роммель Фернандес, Панама, Панама                   | Коста-Рика       | 1-0 | 2-1       | Товарищеский матч                 |
| 38 | 13 июля 2015     | Чилдренс Мёрси Парк, Канзас-Сити, США               | США              | 1-0 | 1-1       | Золотой кубок КОНКАКАФ 2015       |
| 39 | 8 января 2016    | Роммель Фернандес, Панама, Панама                   | Куба             | 4-0 | 4-0       | Кубок Америки 2016 (отбор)        |
| 40 | 6 июня 2016      | Орландо Ситрус Боул Стэдиум, Орландо, США           | Боливия          | 1-0 | 2-1       | Кубок Америки 2016                |
| 41 | 6 июня 2016      | Орландо Ситрус Боул Стэдиум, Орландо, США           | Боливия          | 2-1 | 2-1       | Кубок Америки 2016                |

## Нападение
23 июля 2009 года две машины преследовали автомобиль Переса, когда рано утром он ехал по шоссе возле Ла-Чорреры. Автомобили начали таранить Nissan 350Z Переса, заставляя его остановиться. Пересу удалось скрыться от нападавших, но машина оказалась сильно повреждена.

## Личная жизнь
Перес близко дружит со своими партнерами по национальной команде Габриэлем Гомесом и Фелипе Балоем.

## Достижения
Командные
 «Кукута Депортиво»
- Чемпионат Колумбии по футболу — Фин. 2006

Международные
 Панама
- Золотой кубок КОНКАКАФ — 2013
- Золотой кубок КОНКАКАФ — 2011
- Золотой кубок КОНКАКАФ — 2015

Индивидуальные
- Лучший бомбардир Примеры B (29 мячей) — 2004
- Лучший бомбардир Лиги Ассенсо (15 мячей) — 2011